# Anisogaster kenyensis
Anisogaster kenyensis är en skalbaggsart som beskrevs av Reé Michel Quentin och Jean François Villiers 1979. Anisogaster kenyensis ingår i släktet Anisogaster och familjen långhorningar.
Artens utbredningsområde är Kenya. Inga underarter finns listade i Catalogue of Life.